# 1997-es magyar asztalitenisz-bajnokság
Az 1997-es magyar asztalitenisz-bajnokság a nyolcvanadik magyar bajnokság volt. A bajnokságot február 28. és március 2. között rendezték meg Budapesten, a Statisztika Marczibányi téri csarnokában.

## Eredmények
| Versenyszám  | Arany                                                      | Arany | Ezüst                                                          | Ezüst | Bronz                                                                                                | Bronz |
| ------------ | ---------------------------------------------------------- | ----- | -------------------------------------------------------------- | ----- | --- | ----- |
| Férfi egyéni | Németh Károly Postás-Matáv SE                              |       | Harczi Zsolt SV Schwechat                                      |       | Lindner Ádám BVSCGárdos Róbert TS Innsbruck                                                          |       |
| Női egyéni   | Tóth Krisztina Statisztika Petőfi SC                       |       | Éllő Vivien Statisztika Petőfi SC                              |       | Braun Éva BSEMolnár Zita Postás-Matáv SE                                                             |       |
| Férfi páros  | Németh Károly, Varga Sándor Postás-Matáv SE                |       | Bátorfi Zoltán, Gerold Gábor Postás-Matáv SE                   |       | Varga Zoltán, Pázsy Ferenc LRI-Malév SCHolló Zsolt, Turbók Attila TTC Heusenstamm , LRI-Malév SC     |       |
| Női páros    | Éllő Vivien, Tóth Krisztina Statisztika Petőfi SC          |       | Braun Éva, Molnár Zita BSE, Postás-Matáv SE                    |       | Wirth Gabriella, Agárdi Réka Orosházi MTK, BSEWirth Veronika, Fazekas Mária Statisztika Petőfi SC    |       |
| Vegyes páros | Pagonyi Róbert, Tóth Krisztina BVSC, Statisztika Petőfi SC |       | Harczi Zsolt, Éllő Vivien SV Schwechat , Statisztika Petőfi SC |       | Németh Károly, Braun Éva Postás-Matáv SE, BSELindner Ádám, Fazekas Mária BVSC, Statisztika Petőfi SC |       |